# 칼리트리
칼리트리(이탈리아어: Calitri)는 이탈리아 캄파니아주 아벨리노도의 코무네이다.

## 개요
칼리트리는 아풀리아와 바실리카타 지역 경계 근처의 캄파니아(Campania)에 있다. 해발 약 530미터(1,740피트)이므로 가장 더운 날에도 일반적으로 산들바람이 분다. 안티코 보르고(Antico Borgo)는 마을에서 가장 오래된 구역인 구시가지(centro storico)에 있으며, 그 꼭대기에는 12세기 이전의 성터 유적이 있다. 보르고 자체는 수세기에 걸쳐 언덕에 지어진 유서 깊은 주택의 미로이다. 종종 오래된 석조 아치 아래에 있는 돌과 대리석 계단이 거리를 연결한다. 칼리트리는 1980년에 파괴적인 지진을 겪었고 부분적으로만 재건되었다. 독특한 원뿔 모양의 언덕 꼭대기에 있는 카스텔로(Castello)는 강인한 건축 형태가 매우 인상적이다. 최근 재건축에서 그것들은 도시의 중요하고 물리적으로 매력적인 특징으로 다시 나타나고 있다.
공동묘지 위 마을의 갈리아노 구역에 있는 고대 네비에라의 최근 발굴 및 재건에서는 높이 약 15미터(50피트), 수평 둘레 7.6미터(25피트)의 광대한 지하 돔형 얼음집이 드러났다.